# Utricularia inflexa
Utricularia inflexa este o specie de plante carnivore din genul Utricularia, familia Lentibulariaceae, ordinul Lamiales, descrisă de Forssk și Aacute;l. Conform Catalogue of Life specia Utricularia inflexa nu are subspecii cunoscute.